# Paracorethrura iocnemis
Paracorethrura iocnemis är en insektsart som först beskrevs av Jacobi 1905.  Paracorethrura iocnemis ingår i släktet Paracorethrura och familjen Lophopidae. Inga underarter finns listade i Catalogue of Life.